# Stade Saputo
Das Stade Saputo (englisch Saputo Stadium) ist ein Fußballstadion in der kanadischen Stadt Montreal, Provinz Québec. Es befindet sich nördlich des Stadtzentrums im Olympiapark von 1976.

## Geschichte
Das Stadion wurde offiziell am 21. Mai 2008 eröffnet und beheimatet das MLS-Franchise CF Montreal (ehemals Montreal Impact), das seit 2012 in der Major League Soccer spielt. Auch Spiele der kanadischen Fußballnationalmannschaft werden hier ausgetragen.
Gleichzeitig beheimatet das Stadion auch die Verwaltung und Administration des CF Montreal und verfügt neben der Arena über ein weiteres Trainingsgelände. Insgesamt ist die Anlage 149.000 m² groß.
Das Stade Saputo, benannt nach dem Molkereikonzern Saputo, wurde auf einem ehemaligen Trainingsgelände, welches während der Olympischen Sommerspiele 1976 genutzt wurde, gebaut. Das Stadion liegt zwischen dem Olympiastadion Montreal und dem olympischen Dorf. Es ist nach dem BMO Field in Toronto das zweitgrößte Fußballstadion in Kanada.
Das erste Spiel fand am 18. Mai 2008, drei Tage vor der Eröffnung, statt. Montreal Impact traf hierbei auf die Vancouver Whitecaps; die Partie endete 0:0. Das erste Tor in dem Stadion erzielte Rocco Placentino am 13. Juni 2008 für die Impact.
Nachdem bekannt wurde, dass Montréal ab der Saison 2012 ein Franchise in der Major League Soccer erhalten werde, wurde das Stadion auf eine Kapazität von 20.801 Plätzen erweitert. Am 16. Juni 2012 wurde das Stade Saputo mit dem Ligaspiel zwischen dem Montreal Impact und den Seattle Sounders (4:1) wiedereröffnet.

## Galerie

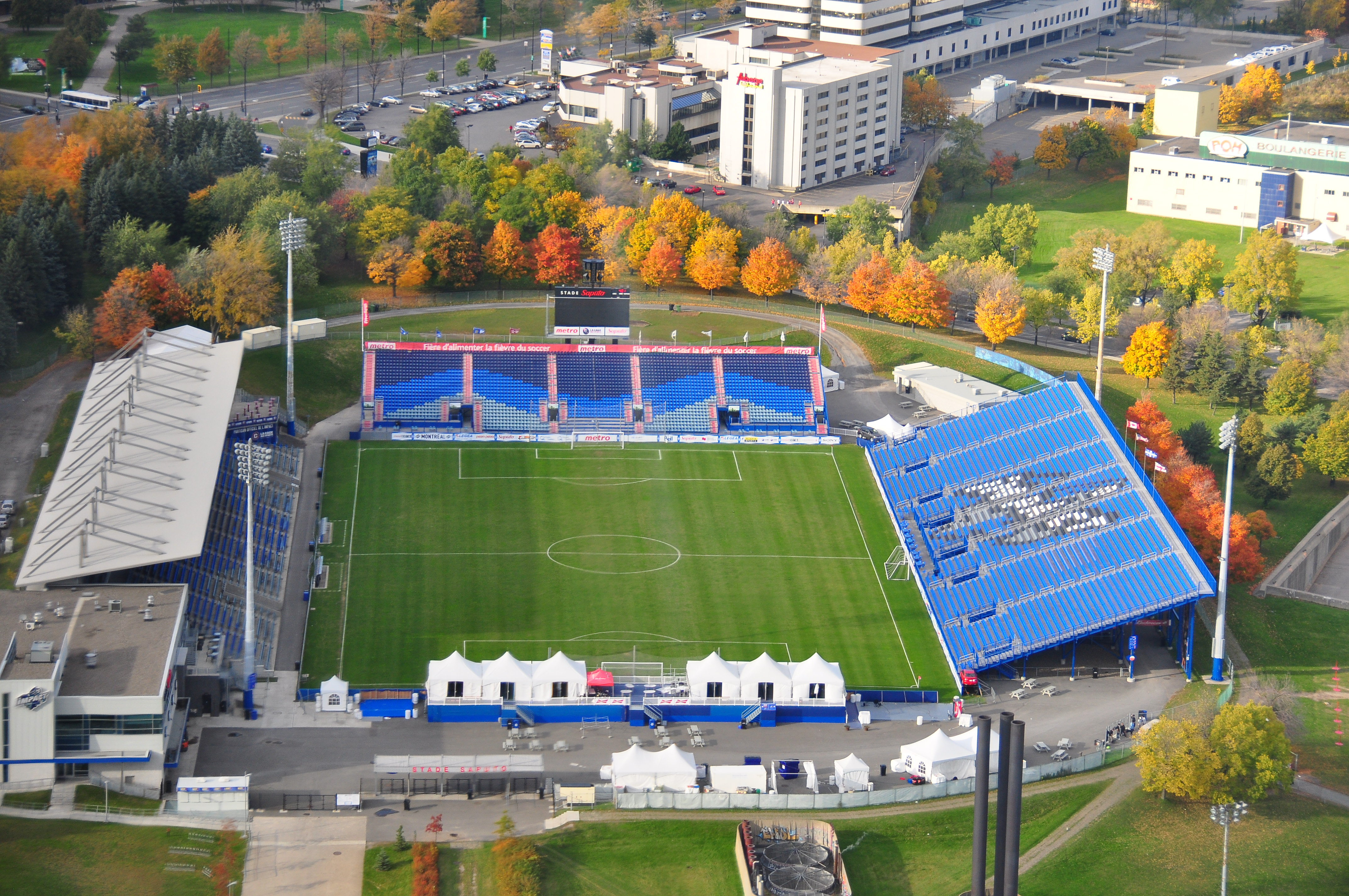
Die Anlage im Oktober 2010 vor der Stadionerweiterung.
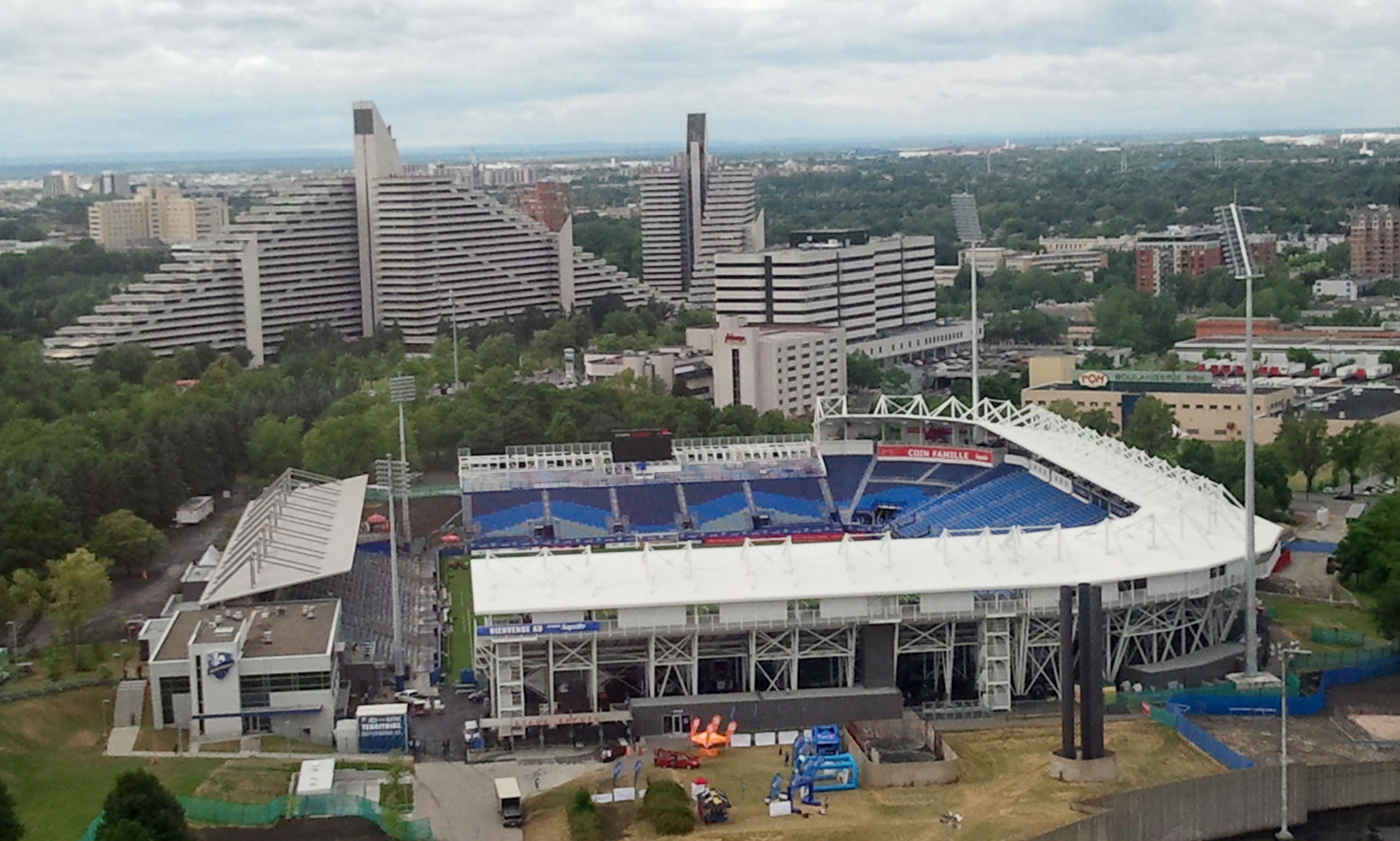
Während des Ausbaus im Juni 2012
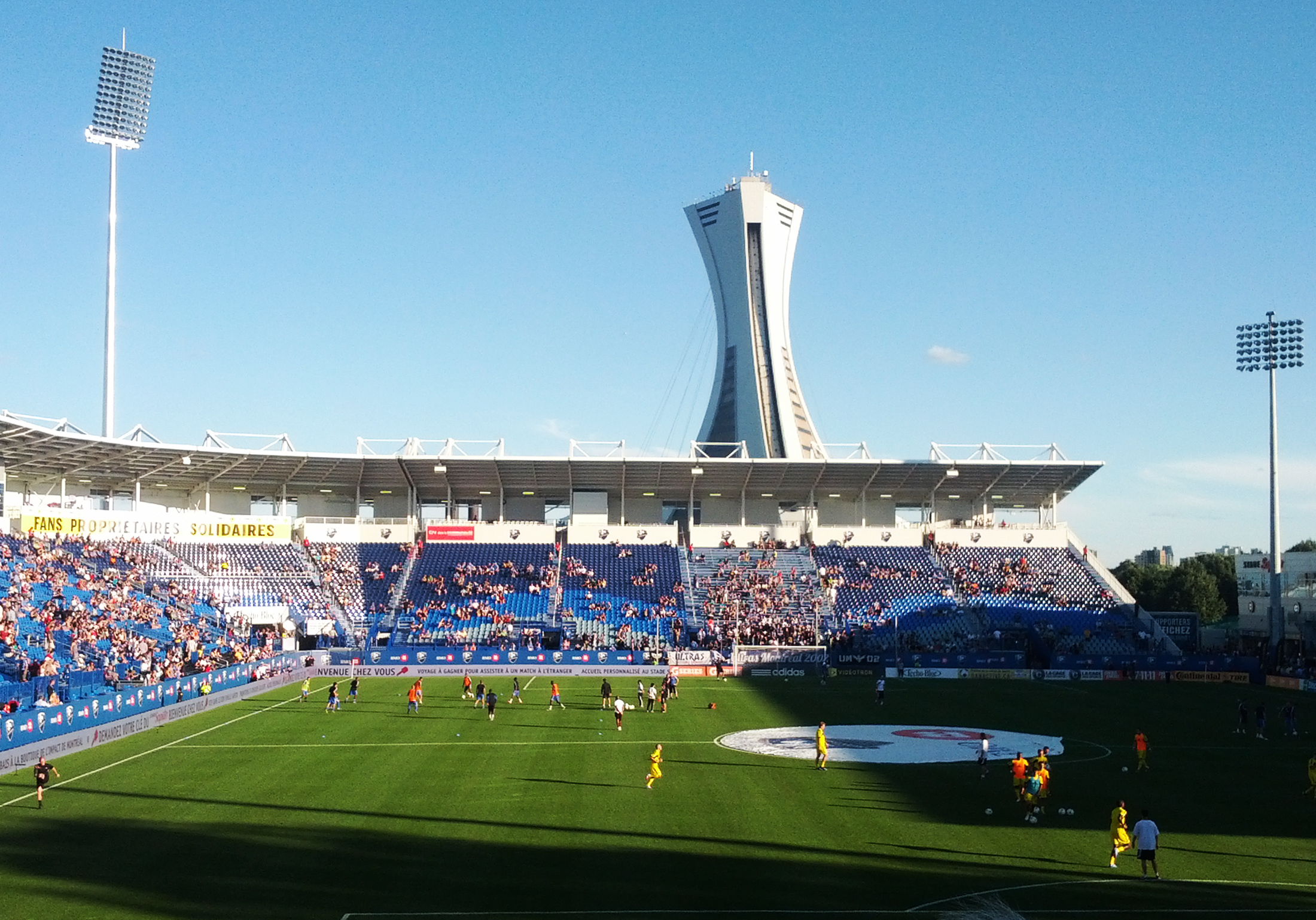
Das Stadion vor dem Spiel Montreal Impact gegen die Columbus Crew am 8. Juli 2012. Im Hintergrund der Turm des Olympiastadions
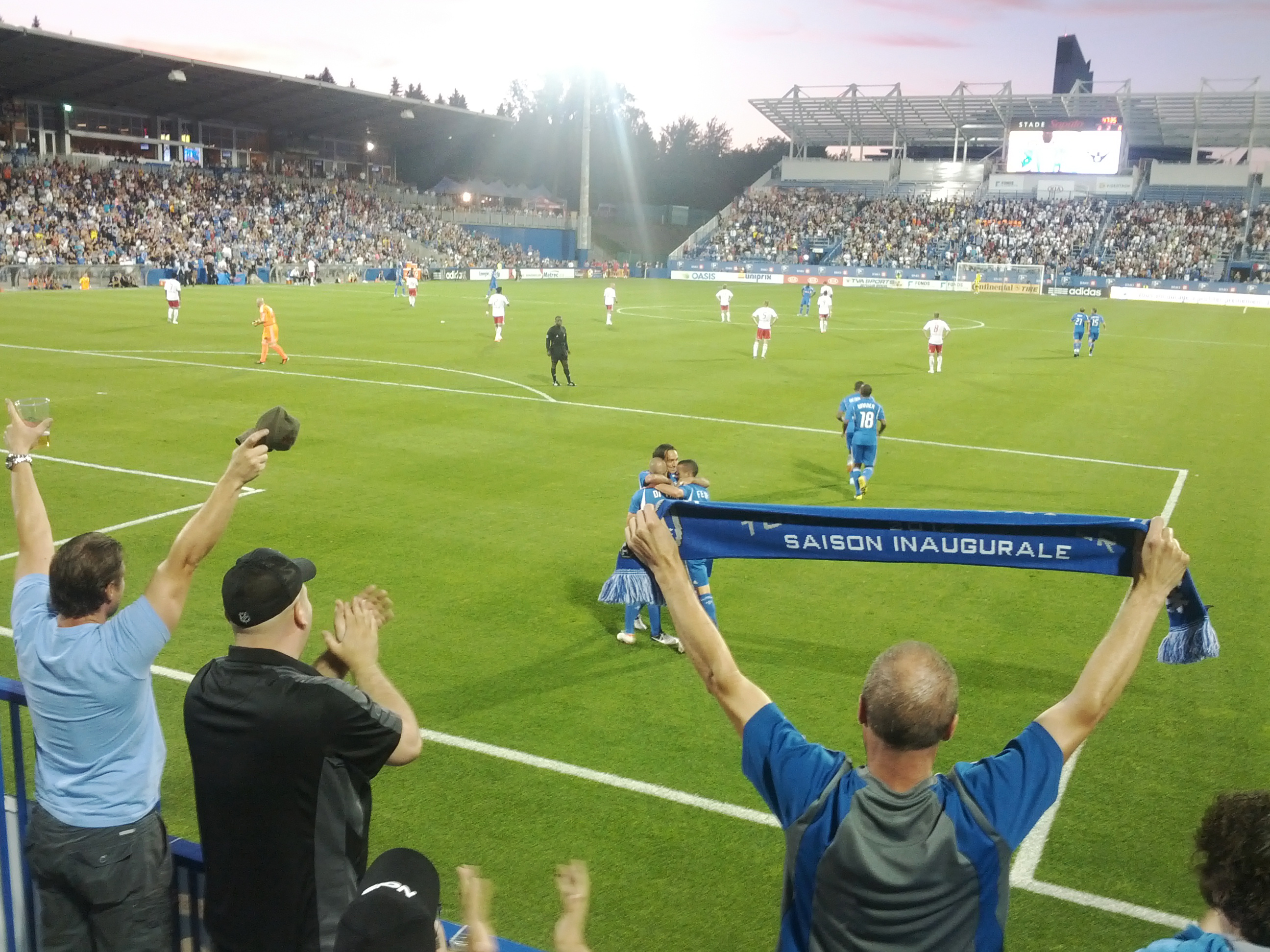
Jubel nach dem ersten Heimtor von Marco Di Vaio am 28. Juli 2012 gegen die New York Red Bulls.